# Pyszki (Leśny Rów)
Pyszki (niem. Nordenhof) – część wsi Leśny Rów w Polsce, położona w województwie warmińsko-mazurskim, w powiecie kętrzyńskim, w gminie Srokowo. Wchodzi w skład sołectwa Leśny Rów.
W latach 1975–1998 Pyszki administracyjnie należały do województwa olsztyńskiego.